# Stiphrometasia monialis
Stiphrometasia monialis är en fjärilsart som beskrevs av Nicolas Grigorevich Erschoff 1872. Stiphrometasia monialis ingår i släktet Stiphrometasia och familjen Crambidae. Inga underarter finns listade i Catalogue of Life.